# Războiul Civil Roman al lui Cezar
Războiul civil al lui Cezar a fost unul din ultimele conflicte militaro-politice din Republica Romană înainte de întemeierea Imperiului Roman.  Conflictele au avut loc în perioada 10 ianuarie 49 î.Hr. – 17 martie 45 î.Hr. între forțele propopulare Populares conduse de Iulius Cezar și forțele aristrocrate conservatoare Optimates ale Republicii Romane conduse de Senatul Roman și Pompei.
Dupa o perioadă de patru ani (49-45 î.Hr.) de lupte politico-militare, de confruntări militare în Italia, Grecia, Egipt, Africa și Hispania, Cezar a învins ultimii Optimates în Bătălia de la Munda și a devenit Dictator perpetuus (Dictatorul pe viață) al Romei. Schimbările din conducerea romană concomitent cu acest război civil au dus la eliminarea tradițiilor politice ale Republicii Romane (509-27 î.Hr.) și au condus la apariția Imperiului Roman (27 î.Hr.-476).

## Situația economico-militară înainte de război
Războiul civil al lui Cezar a fost cauzat de o lungă subversiune politică a instituțiilor guvernului roman, a început cu cariera lui Tiberius Gracchus, a continuat cu reformele lui Gaius Marius a legiunilor, dictatura sângeroasă a lui Lucius Cornelius Sulla și completată de Primul Triumvirat al Romei.
Primul Triumvirat, care cuprindea pe Iulius Cezar, Crassus și Pompei, a dus la ascensiunea lui Cezar la putere și alegerea sa drept consul în 59 î.Hr..

### Marc Antoniu
Marc Antoniu și-a exercitat dreptul lui de veto ca tribun, cu scopul de a preveni un decret senatorial care declara aplicarea legii marțiale împotriva dreptului de veto. Din această cauză  este expulzat cu violență din Senatul roman împreună cu un alt susținător al lui Cezar, Cassius, care era tot tribun al plebeilor. La auzul acestor știri Cezar a traversat râul Rubicon și astfel au început Războaiele civile romane (Războiul civil roman al lui Cezar). Antoniu părăsește Roma și se alătură lui Cezar și armatelor sale de la Ariminium, unde se găseau soldații lui Cezar supărați și întărâtați de ilegalitățile comise de adversarii politici ai lui Cezar. Un tribun al plebeilor trebuia să fie intangibil potrivit legii romane. Antoniu a condus în Italia, în timp ce Cezar distrugea legiunile lui Pompei în Spania în Bătălia de la Ilerda, iunie - august 49 î.Hr.

## Marele război civil roman

### Trecerea Rubiconului
La 10 ianuarie 49 î.Hr., conducând Legiunea a XIII-a Gemina, generalul Iulius Cezar a traversat râul Rubicon, care era granița dintre provincia Gallia Cisalpina, la nord, și Italia, la sud, o acțiune -din punct de vedere legal- interzisă oricărui general de armată. Acțiunea militară a lui Cezar a început un război civil. Acest act de război al lui Cezar împotriva Republicii Romane a dus la o aprobare pe scară largă în rândul civililor romani, care au crezut că Cezar este un erou. Documentele istorice despre acest eveniment diferă în ceea ce privește ultima afirmație decisivă a lui Cezar făcută la trecerea Rubiconui - o sursă spune că Cezar ar fi afirmat „Iacta alea est” (tradus „Zarul este aruncat”).

## Cronologia bătăliilor
- Bătălia de la Massilia, lupte navale și asediu terestru, 19 aprilie - 6 septembrie 49 î.Hr., victoria lui Cezar, anexarea orașului Massilia
- Bătălia de la Ilerda, iunie - august 49 î.Hr., victoria lui Cezar împotriva armatei lui Pompei din provincia Hispania
- Bătălia de la Utica, 49 î.Hr., Gaius Scribonius Curio, generalul lui Cezar, înfrânge pe numidieni
- Bătălia de la râul Bagradas, 49 î.Hr., nordul Africii, Gaius Scribonius Curio este înfrânt și se sinucide. Victorie pentru Republica Romană, comandant Publius Attius Varus, aliat regele Juba din Numidia.
- Bătălia de la Dyrrhachium, 10 iulie 48 î.Hr. (azi în Albania), luptă nedecisivă între trupele lui Cezar și Pompei, Cezar ocupă orașul Gomphi.
- Bătălia de la Pharsalus, 9 august 48 î.Hr. (centrul Greciei). Pompei, înfrânt, fuge în Egipt unde este executat de faraonul Ptolemeu al XIII-lea Theos Philopator
- Bătălia de la Ruspina 4 ianuarie 46 î.Hr. (nordul Tunisiei), victorie pentru Cezar.
- Bătălia de la Thapsus 6 aprilie 46 î.Hr. (azi Ras Dimas, Tunisia), victorie pentru Cezar.
- Bătălia de la Munda 17 martie 45 î.Hr. (lângă La Lantejuela, Andalusia, sudul Spaniei), victorie decisivă pentru Cezar.

## Galerie

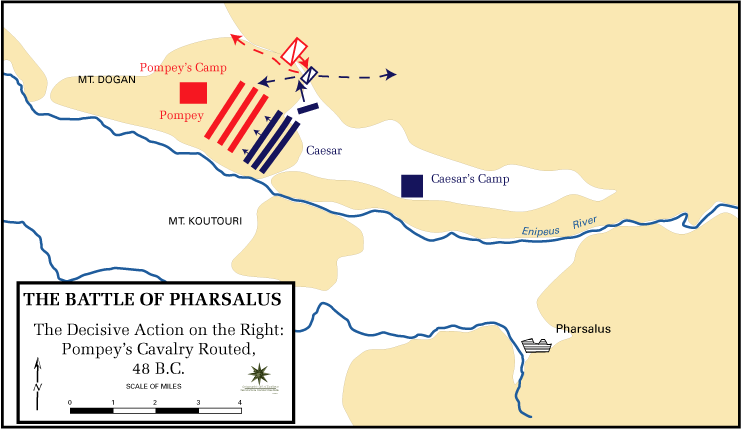
Bătălia de la Pharsalus
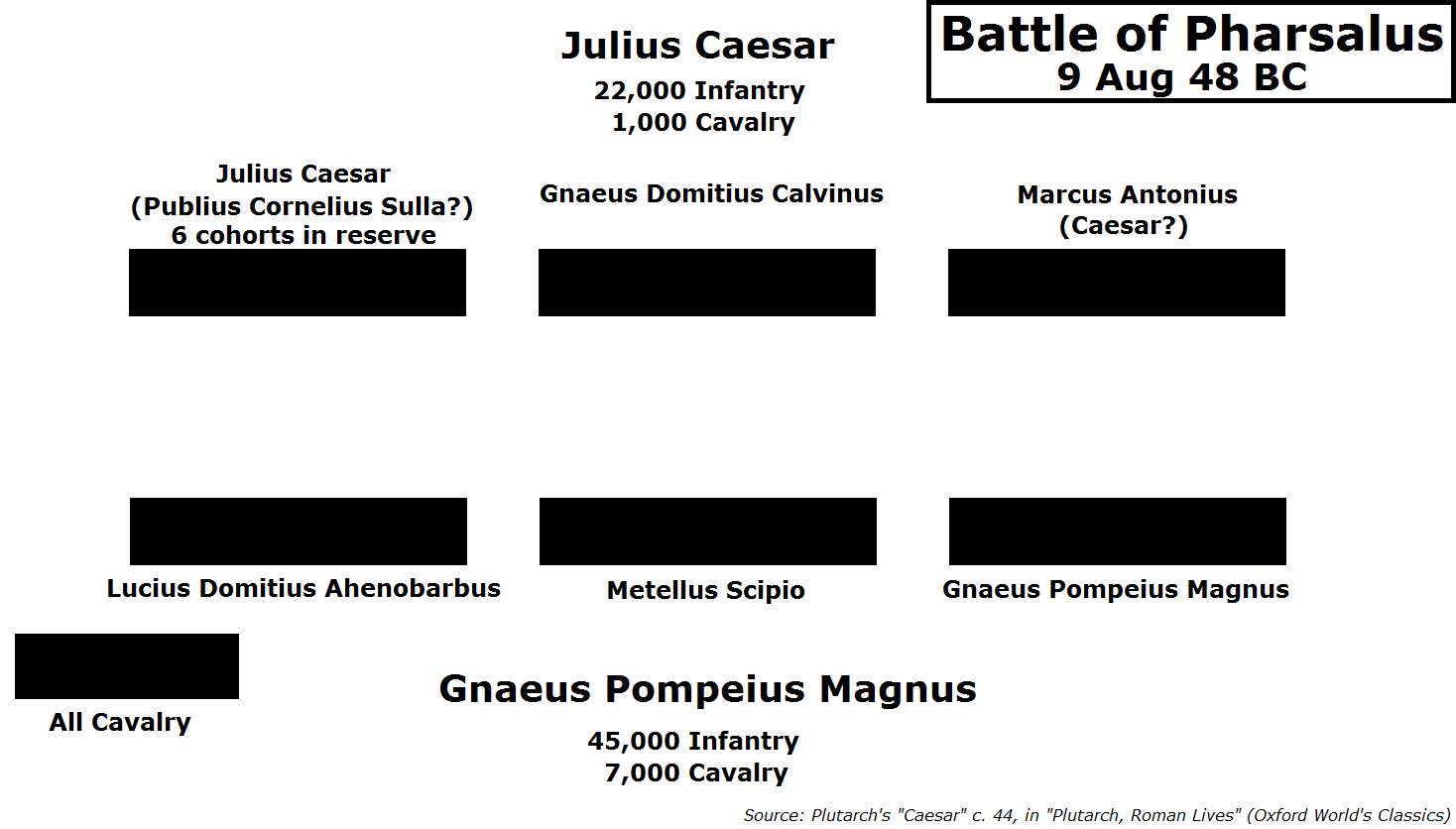
Așezarea armatelor în Bătălia de la Pharsalus potrivit lui Plutarch
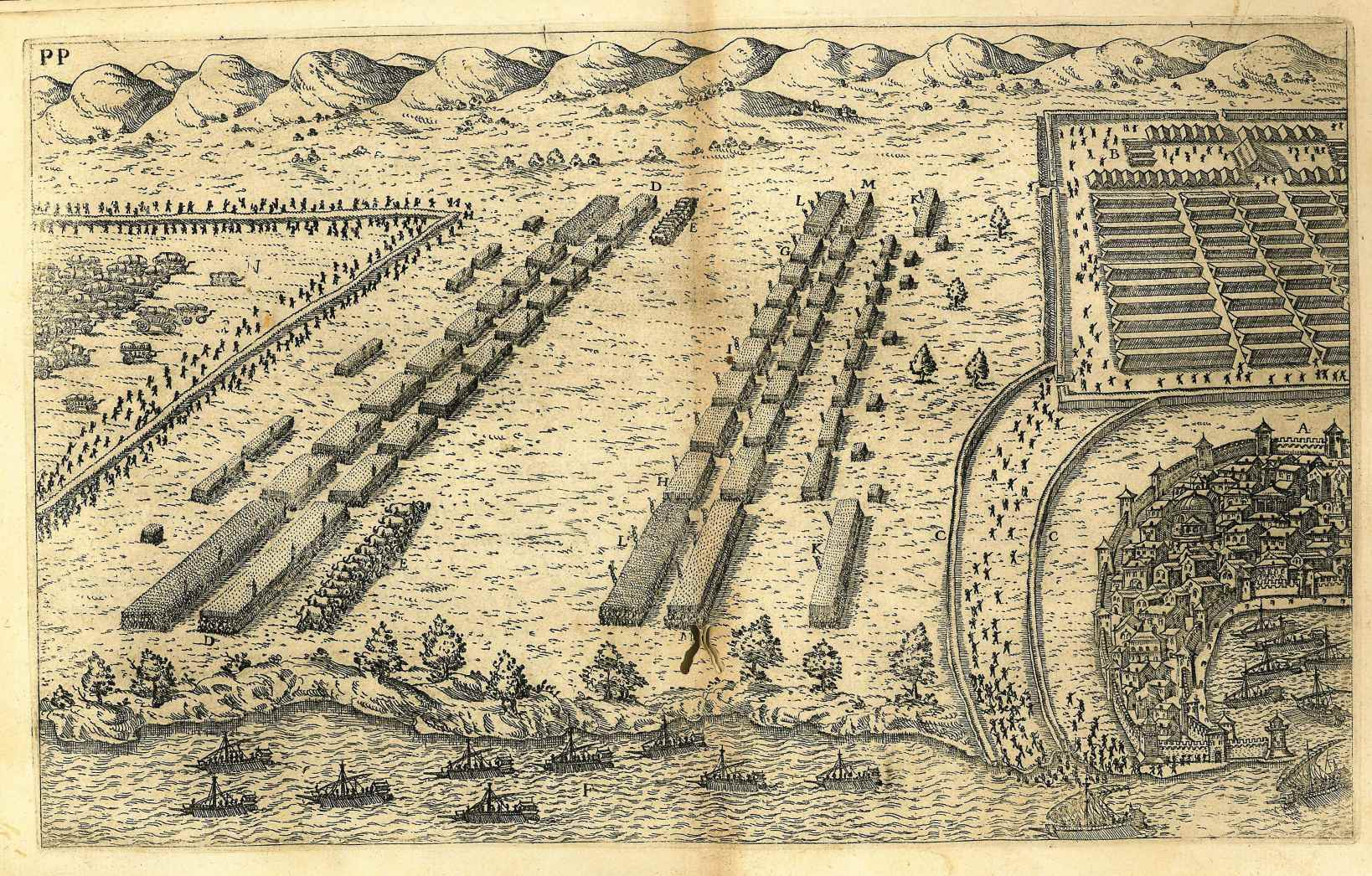
Bătălia de la Thapsus, formațiile de luptă.  Elefanții aduși de regele Juba din Numidia sunt reprezentați în mod individual
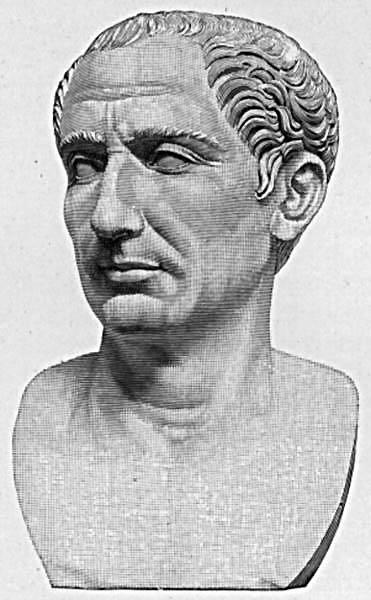
Iulius Cezar
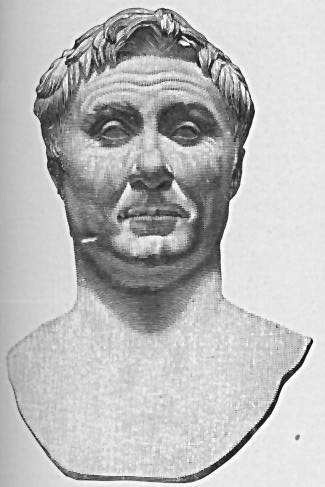
Pompei